# 利斯納河 (利索瓦卡緬卡河支流)

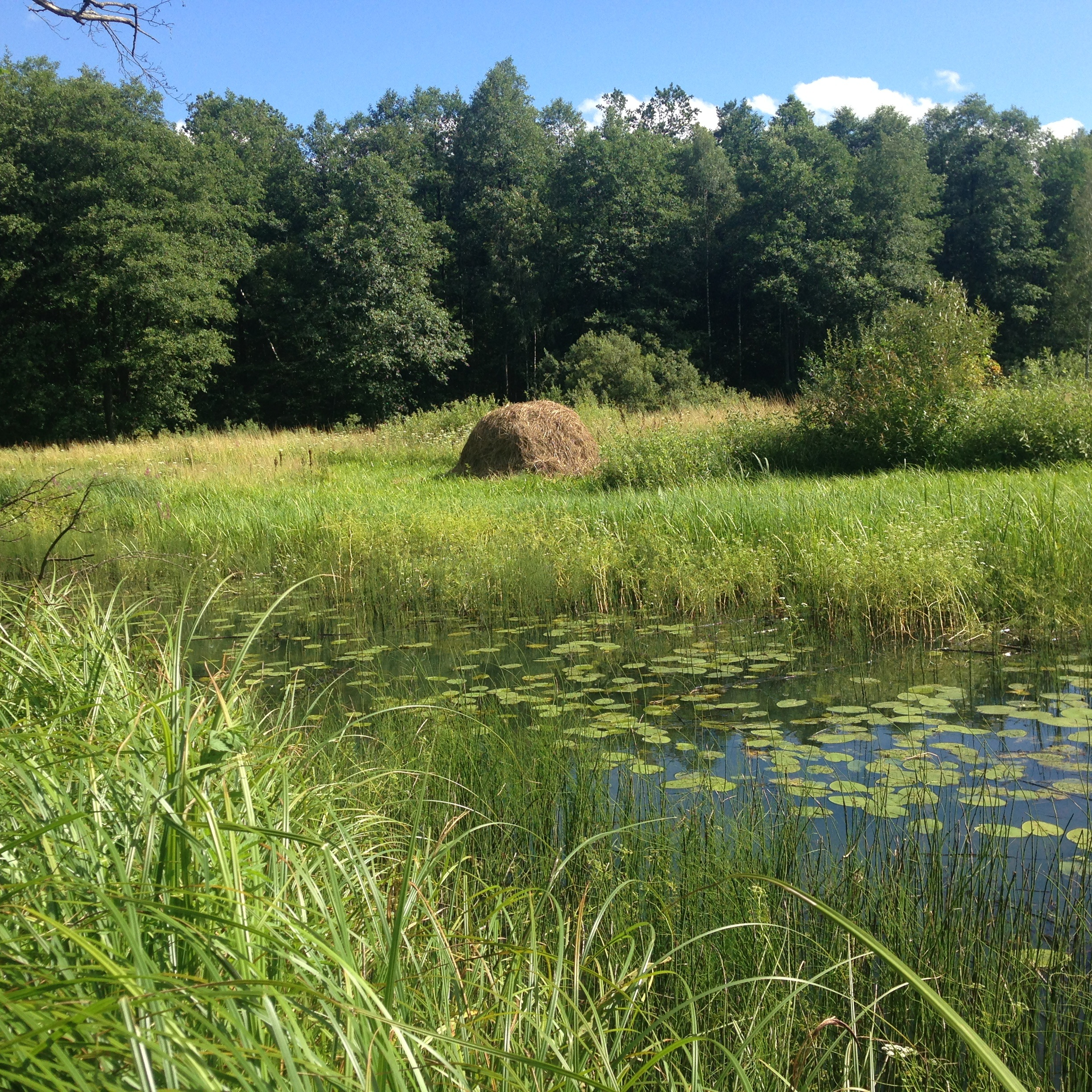

利斯納河（烏克蘭語：Лісна），是烏克蘭的河流，位於該國北部日托米爾州，屬於利索瓦卡緬卡河的右支流，處於新扎沃德和新瓦西里夫卡之間，流經日托米爾區，河流全長25.2公里。